# Anoplodactylus stocki
Anoplodactylus stocki is een zeespin uit de familie Phoxichilidiidae. De soort behoort tot het geslacht Anoplodactylus. Anoplodactylus stocki werd in 1958 voor het eerst wetenschappelijk beschreven door Bacescu. 